# Granater
För projektiler, se Granat; för namnet, se Granath.

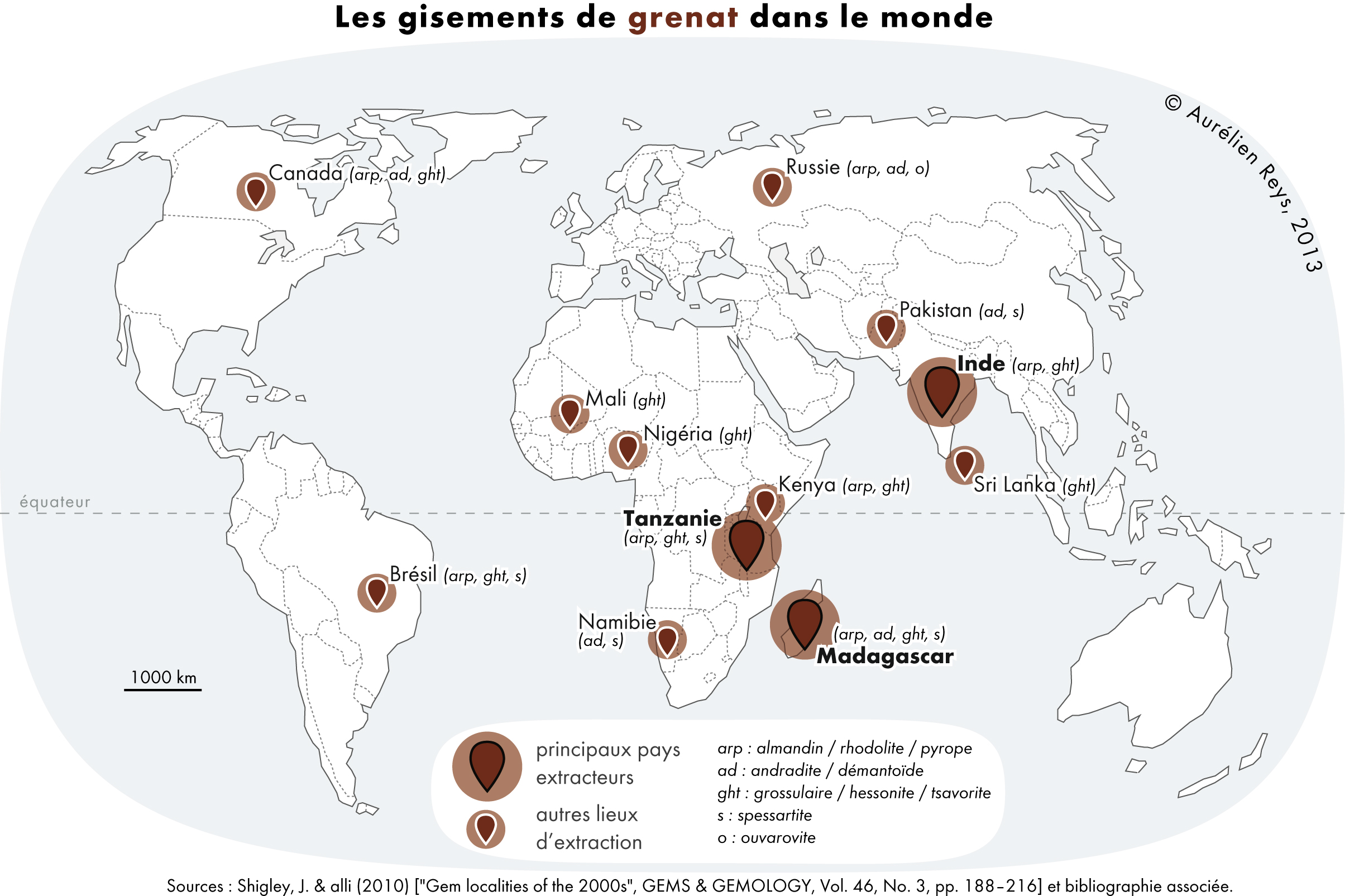
Huvudsakliga granatproducerande länder

Granater är en grupp av mineral, som utgörs av nesosilikater med den allmänna formeln XII3YIII2(SiO4)3 där X vanligen utgörs av kalcium, magnesium, tvåvärt järn eller mangan och Y vanligen av aluminium, krom eller trevärt järn. Det finns följaktligen flera slag av granater.
Pyrop, almandin och spessartin bildar fasta lösningar med varandra (pyralspiserien, aluminium på plats Y). Uvarovit, grossular och andradit bildar en annan serie fasta lösningar (ugranditserien, kalcium på X-platsen). Andra ovanligare grundämnen som kan ingå i granaterna under subgruppen granat är skandium Sc, vanadin V, yttrium Y och titan Ti.
Finare slag av granater används som smyckesstenar.
Grossular (kalciumaluminiumsilikat) är gul till röd, rosa, grön eller brun
Pyrop (magnesiumaluminiumsilikat) är mörkröd till nästan svart i en violett nyans, almandin (järnaluminiumsilikat) är mörkt rödbrun till violett, spessartin (manganaluminimsilikat) röd eller orange, och andradit (kalciumjärnsilikat) kan vara gul, grön, brun, rödbrun eller svart. Alla former har en hårdhet på omkring 7.
Granat är ett så kallat metamorft mineral, vilket innebär att det oftast blir till i samband med bildandet av metamorfa bergarter.
Grossular, almandin och andradit förekommer i Sverige, i synnerhet i Hälsingland, Värmland och Södermanland. De största fyndigheterna finns i Afrika. Granat är en vanlig biprodukt vid järnmalmsindustrin, och finns i granatådergnejs, granit, granitgnejs, aplit, pegmatit och amfibolit.

Granatexempel
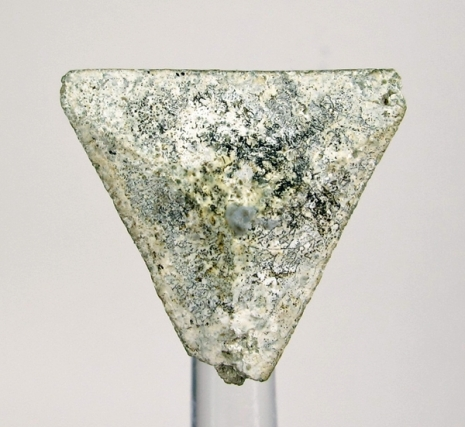
Achtaragdit
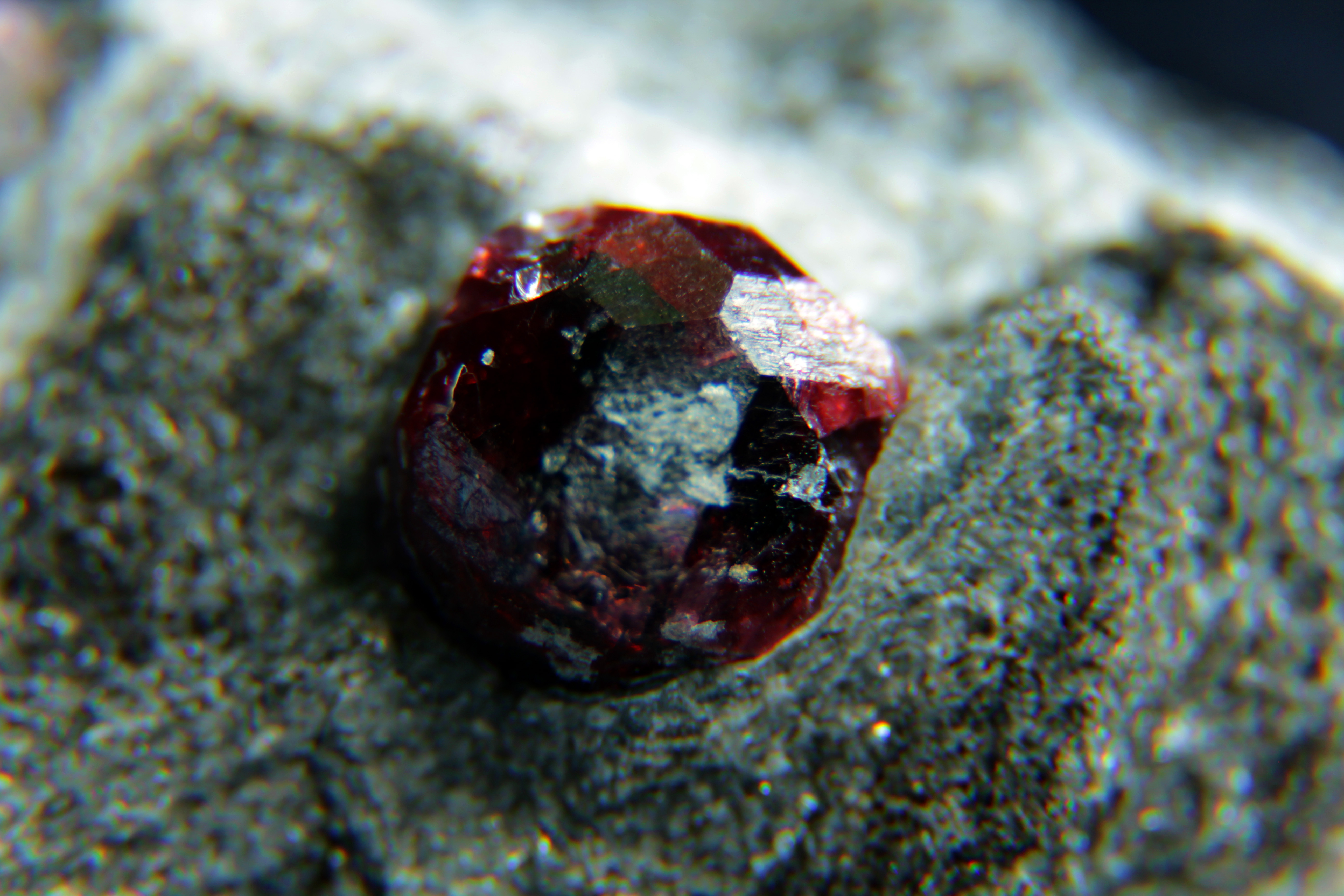
Almandin
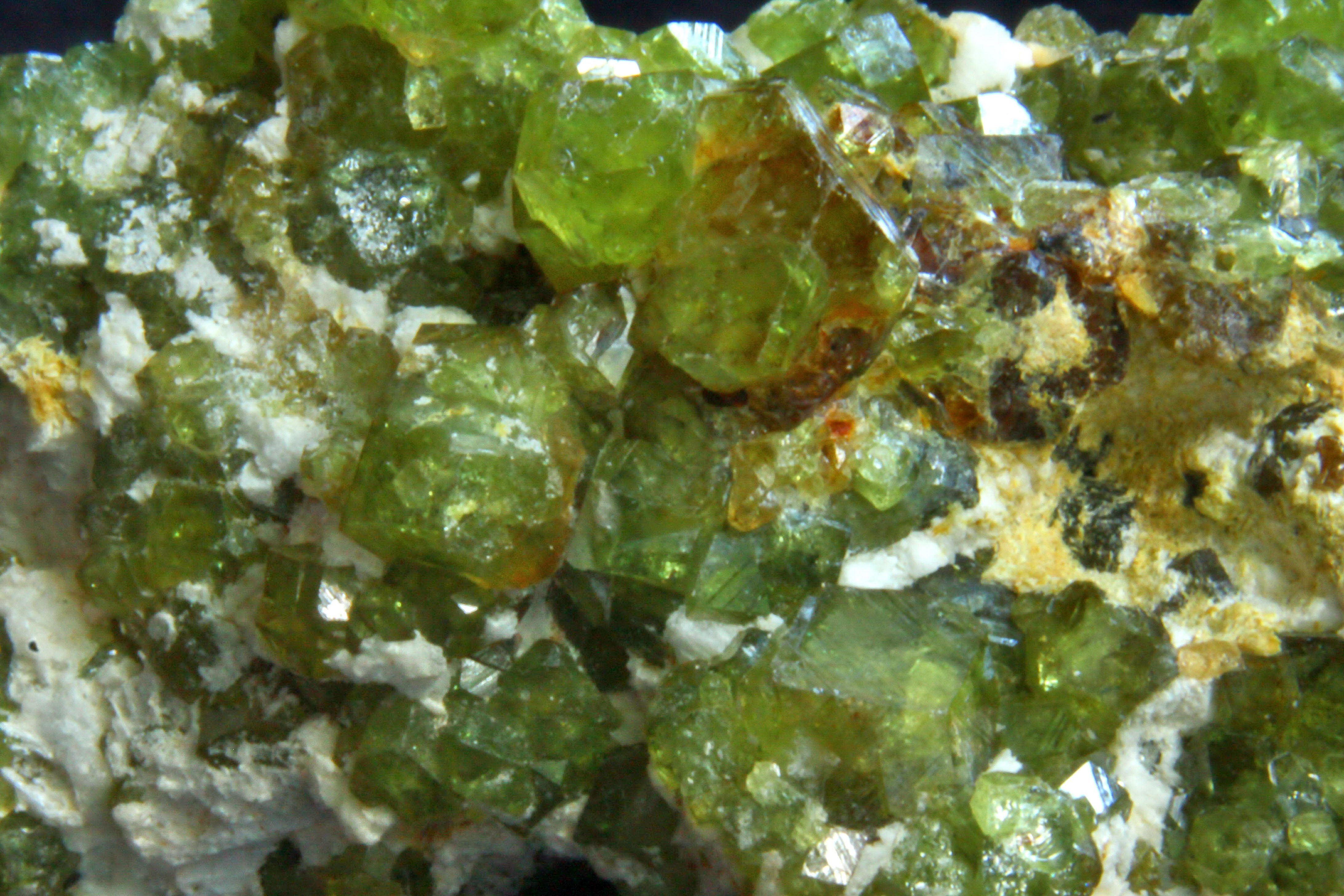
Demantoid
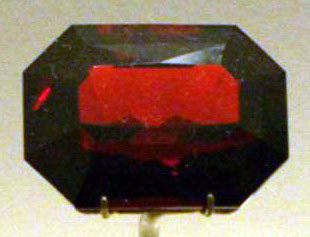
Pyrop
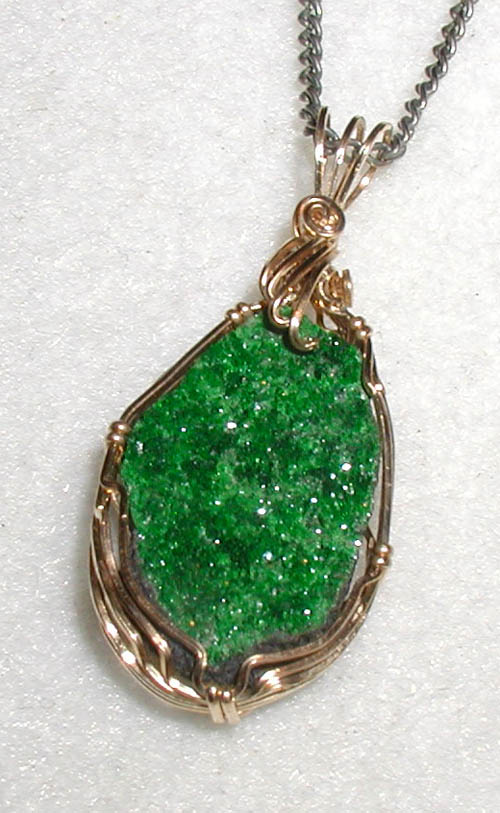
Uvarovit
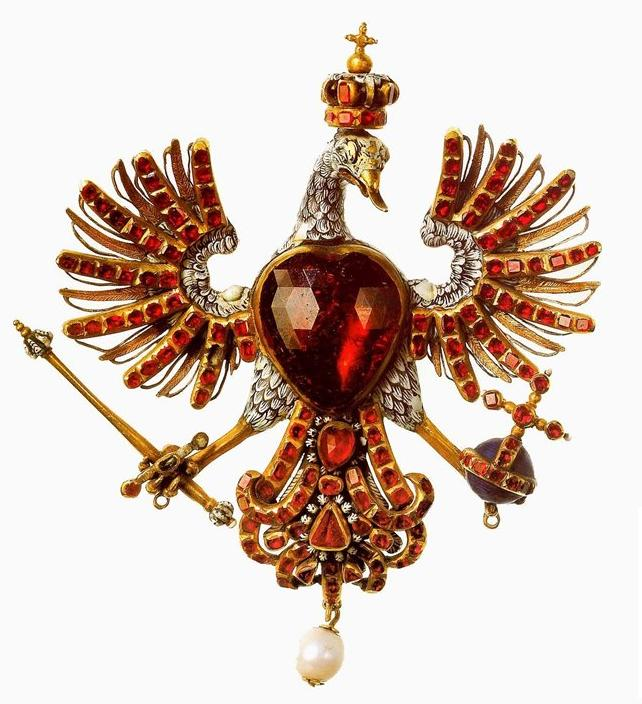
Polska örnen I mitten hessonit, omgiven av 149 rubiner och pärlor a)
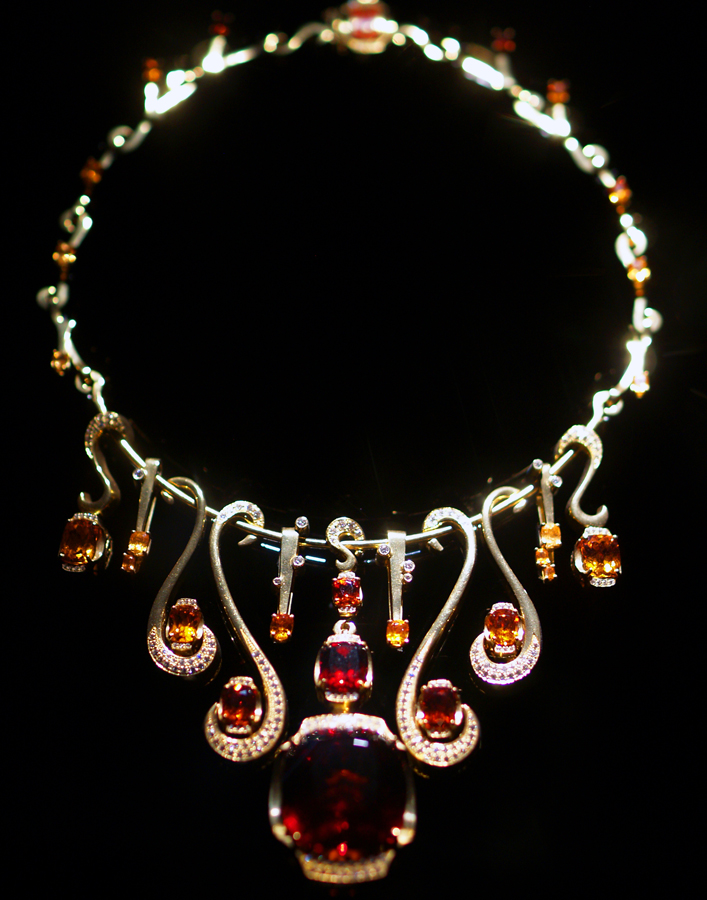
Granater och diamanter
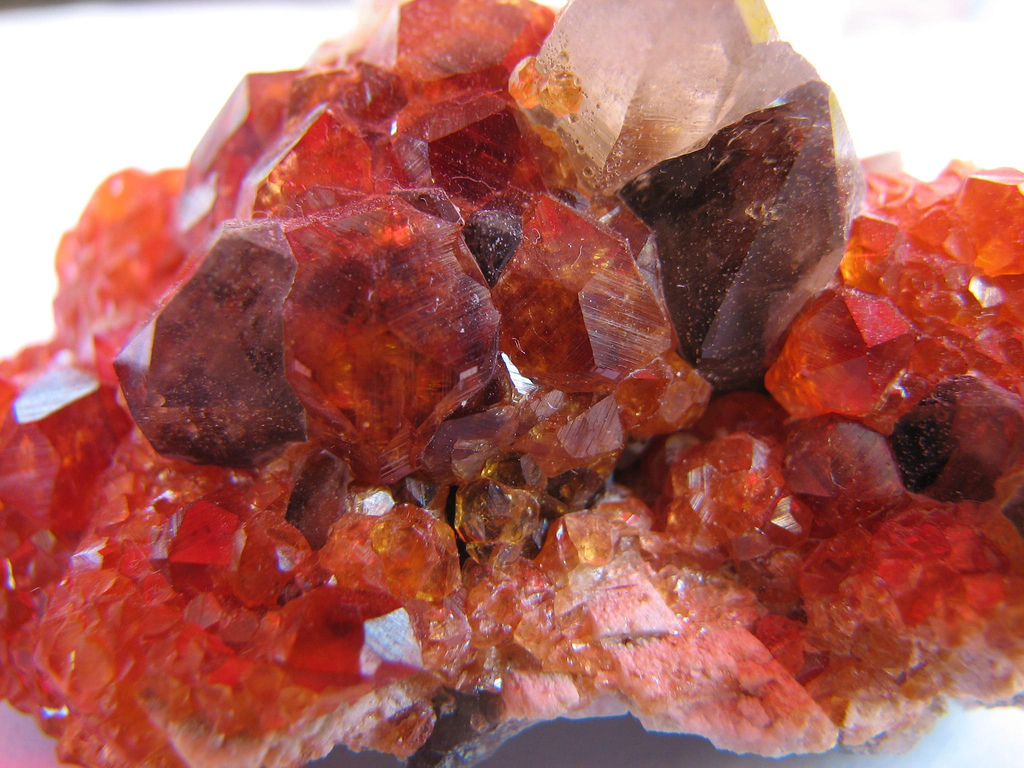
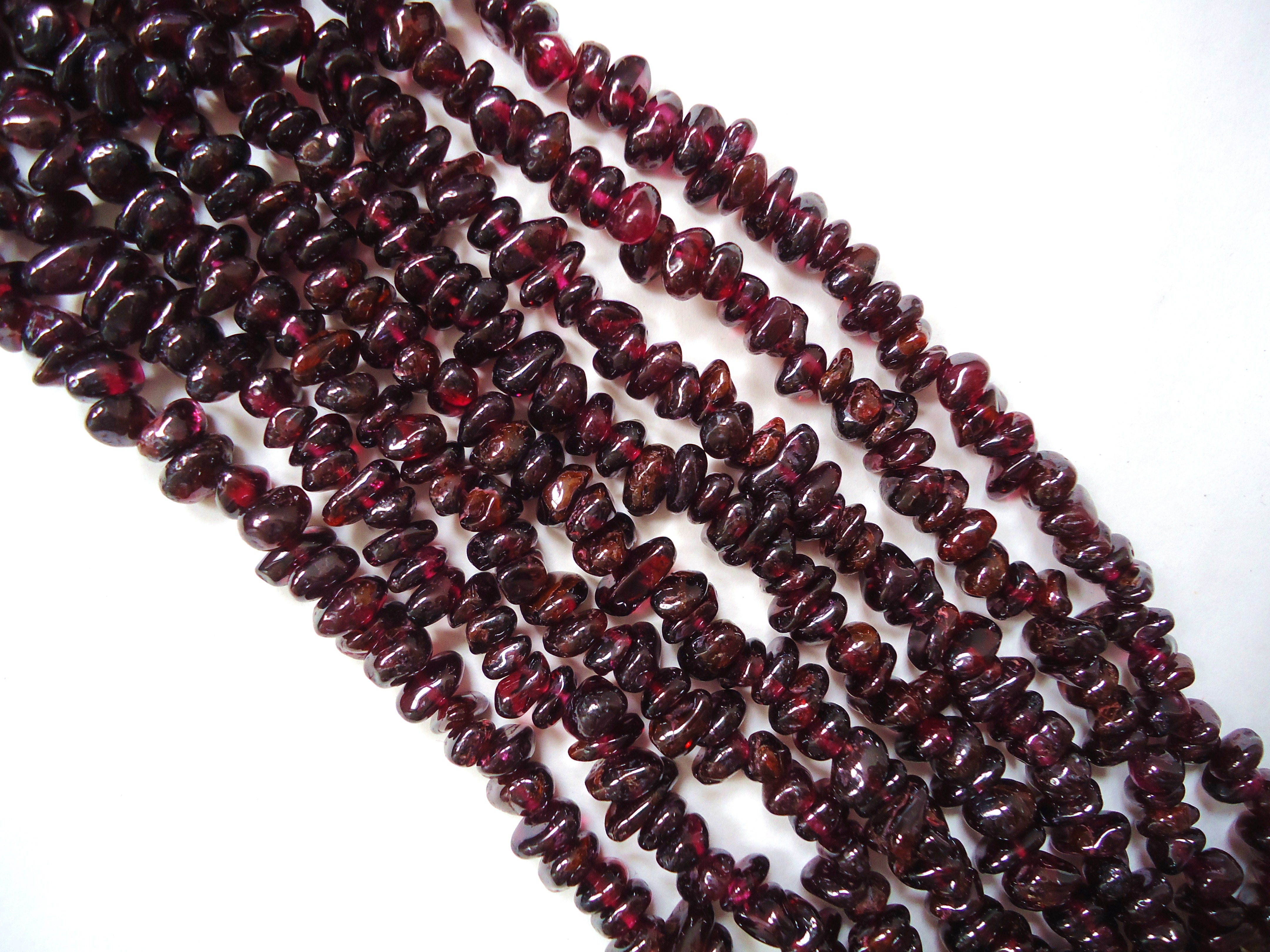
Bägare daterad 1670-1674.

––––––––––––––––––––

a) Beställd ca 1638 av Vladislav IV av Polen och Sveriges arvkonung, som gav den till hustrun  Cecilia Renata av Österrike. 1639 hamnade den hos Johan II Kasimir av Polen (som hade anspråk på den svenska tronen), och till slut 1673 hos Ludvig XIV av Frankrike.